# NGC 3495
NGC 3495 is een spiraalvormig sterrenstelsel in het sterrenbeeld Leeuw. Het hemelobject werd op 27 januari 1786 ontdekt door de Duits-Britse astronoom William Herschel.

## Synoniemen
- UGC 6098
- MCG 1-28-27
- ZWG 38.88
- KARA 445
- IRAS 10586+0353
- PGC 33234